# Mechanicsville (Virginie)
Pour les articles homonymes, voir Mechanicsville.
Mechanicsville est une census-designated place située dans le comté de Hanover, dans le Commonwealth de Virginie, aux États-Unis. Sa population s’élevait à 36 348 habitants lors du recensement de 2010.

## Démographie
| Groupe            | Mechanicsville | Virginie | États-Unis |
| ----------------- | -------------- | -------- | ---------- |
| Blancs            | 87,0           | 68,6     | 72,4       |
| Afro-Américains   | 8,5            | 19,4     | 12,6       |
| Asiatiques        | 1,8            | 5,5      | 4,8        |
| Métis             | 1,5            | 2,9      | 2,9        |
| Autres            | 0,8            | 3,3      | 6,4        |
| Amérindiens       | 0,5            | 0,4      | 0,9        |
| Total             | 100            | 100      | 100        |
|                   |                |          |            |
| Latino-Américains | 2,3            | 7,9      | 16,7       |

Selon l'American Community Survey, pour la période 2011-2015, 95,03 % de la population âgée de plus de 5 ans déclare parler l'anglais à la maison, 2,75 % déclare parler l'espagnol et 2,22 % une autre langue.
| Indicateur                             | Mechanicsville | États-Unis |
| -------------------------------------- | -------------- | ---------- |
| Personnes de moins de 5 ans            | 5,7 %          | 6,1 %      |
| Personnes de moins de 18 ans           | 23,6 %         | 22,6 %     |
| Personnes de plus de 65 ans            | 16,5 %         | 15,6 %     |
| Femmes                                 | 53,2 %         | 50,8 %     |
| Personnes par foyer                    | 2,58           | 2,64       |
| Vétérans                               | 7,3 %          | 8,0 %      |
| Personnes nées étrangères à l'étranger | 3,3 %          | 13,2 %     |
| Personnes sans assurance maladie       | 6,7 %          | 10,2 %     |
| Personnes avec un handicap             | 6,9 %          | 8,6 %      |
| Revenus annuels                        | 33 509 $       | 29 829 $   |
| Personnes sous le seuil de pauvreté    | 6,0 %          | 12,3 %     |
| Diplômés du lycée                      | 92,1 %         | 87,0 %     |
| Diplômés de l'université               | 33,3 %         | 30,3 %     |